# 將死
將死或将杀（英语：checkmate），也简称杀（英语：mate），指象棋類遊戲中，一方的王或帥、將等最重要棋子被照将而无法化解。象棋类游戏以将死对方为目的，被将死的一方作负。
英語中出自波斯語（šāh māt），意思是「沙阿（國王）無助了」，後來傳入阿拉伯語後，（māt）被理解成「死亡」的意思。
一般来说，虽然没有将军，但下一步将杀已经无可避免时称为绝杀。网上常混淆误用绝杀一词来表示将死。
在現實比賽中，大部分棋手在得知局面無法挽回後，不等自己被將死，便會主動認輸。
一方在未被將軍时無子可動的情况称为「欠行」(Stalemate)。国际象棋的现行规则将欠行判为和棋，称逼和；而除此之外大部分象棋類遊戲，如中国象棋、日本将棋等，均规定欠行方作负，称困毙。
將杀的記號在代數記譜法中被記為井字 (#) ，例如 34.Qh8#，或者「++」 。（「++」符號有時候也被用來指雙將。）